# Champagney (Haute-Saône)
Champagney ist eine französische Gemeinde mit 3674 Einwohnern (Stand: 1. Januar 2022) im Département Haute-Saône in der Region Bourgogne-Franche-Comté. Sie gehört zum Arrondissement Lure und ist Mitglied im Gemeindeverband Communauté de communes Rahin et Chérimont. Die Einwohner werden Champagnerots und Champagnerotes genannt.

## Geographie
Champagney liegt auf einer Höhe von 375 m über dem Meeresspiegel, etwa 15 Kilometer westnordwestlich der Stadt Belfort (Luftlinie). Das Dorf erstreckt sich im äußersten Osten des Departements, in der breiten Talmulde des Rahin, in den Ausläufern der Südvogesen zwischen den Höhen des Chérimont im Süden und des Roc du Plainet im Norden.
Die Fläche des 36,71 km² großen Gemeindegebiets umfasst einen Abschnitt der Landschaft am Südrand der Vogesen. Von Osten nach Westen wird das Gebiet vom Tal des Rahin durchquert, der für die Entwässerung zum Ognon sorgt. Die flache Talaue liegt durchschnittlich auf 370 m und weist eine Breite von maximal drei Kilometern auf. Sie wird überwiegend landwirtschaftlich genutzt. Ehemalige Sand- und Kiesgruben sind heute wegen des hohen Grundwasserstandes mit Wasser gefüllt (Étangs des Ballastières). Von Norden und Süden erhält der Rahin Zufluss von kleinen Seitenbächen, die mehrfach zu Teichen für die Fischzucht aufgestaut sind.
Nördlich der Talebene des Rahin reicht der Gemeindeboden in die waldreiche Region der Südvogesen. Mit 680 m wird auf der Südabdachung des Roc du Plainet die höchste Erhebung von Champagney erreicht. Die östliche Abgrenzung verläuft entlang dem Ruisseau d'Ambiez, einem rechten Zufluss des Rahin. Südlich von Champagney erstreckt sich das Gemeindeareal auf die Anhöhen, welche die Wasserscheide zwischen dem Rahin und den Quellbächen der Lizaine bilden. Bereits im Einzugsgebiet der Lizaine befindet sich das 106 ha große Bassin de Champagney, das den Canal de la Haute-Saône speist. Im Südwesten hat Champagney Anteil an der Talmulde des Ruisseau de Beuveroux, der bei Ronchamp in den Rahin mündet. Diese Mulde wird von der langgezogenen Waldhöhe des Chérimont flankiert, welche die natürliche südwestliche Abgrenzung des Gebietes markiert.
In geologisch-tektonischer Hinsicht besteht die Talebene von Champagney aus Sedimenten des Tertiärs und Quartärs. Die nördlich daran anschließenden Höhen sind überwiegend aus kristallinem Grundgestein aufgebaut. Südlich von Champagney treten permische Schichten zutage, während der Chérimont auch Buntsandstein aus der unteren Trias zeigt. Das gesamte Gemeindegebiet gehört zum Regionalen Naturpark Ballons des Vosges.
Zu Champagney gehören neben dem eigentlichen Ort auch zahlreiche Siedlungen, Weiler und Gehöfte:
- Sous les Chênes (380 m) am südlichen Talrand des Rahin
- Sous les Viaux (387 m) am nördlichen Talrand des Rahin
- Mont de Serre (379 m) am nördlichen Talrand des Rahin
- Le Magny (390 m) in der Talebene des Rahin
- Le Ban de Champagney (461 m) auf der Höhe zwischen den Tälern von Rahin und Lizaine
- Le Bas des Côtes (375 m) nördlich des Chérimont
- Cité Saint-Jean (374 m) nördlich des Chérimont
- Cité des Époisses (356 m) im Tal des Ruisseau de Beuveroux
- Éboulet (364 m) am südlichen Talrand des Rahin

Nachbargemeinden von Champagney sind Plancher-Bas im Osten, Frahier-et-Chatebier, Échavanne, Chenebier, Étobon und Clairegoutte im Süden sowie Magny-Danigon und Ronchamp im Westen.

## Geschichte
Das Gemeindegebiet von Champagney war bereits in prähistorischer Zeit besiedelt. Die frühesten Zeugnisse der Anwesenheit des Menschen stammen aus dem Neolithikum. Aus der Bronzezeit ist ein Tumulus auf der Flur Plat-du-Chat erhalten. Ferner gibt es Überreste eines römischen Verkehrsweges.
Erstmals urkundlich erwähnt wird Champagney bereits im Jahr 1016. Im Mittelalter gehörte das Dorf zur Freigrafschaft Burgund und darin zum Gebiet des Bailliage d’Amont. Es bildete den Mittelpunkt einer Herrschaft. Während des Dreißigjährigen Krieges wurde der Ort 1634 in Brand gesteckt. Zusammen mit der Freigrafschaft gelangte der Ort mit dem Frieden von Nimwegen 1678 definitiv an Frankreich. Bereits im Verlauf des 17. Jahrhunderts siedelte sich in Champagney Gewerbe an, darunter eine Glashütte, die vor allem im 18. Jahrhundert eine Blütezeit erlebte. Bis Mitte des 18. Jahrhunderts wurde hier Kohle abgebaut. Mit der Eröffnung der Bahnlinie von Belfort nach Vesoul wurde Champagney an das französische Eisenbahnnetz angebunden. Auch während des Zweiten Weltkrieges wurde das Dorf 1944 stark in Mitleidenschaft gezogen.

## Bevölkerung
| Jahr                       | 1962 | 1968 | 1975 | 1982 | 1990 | 1999 | 2006 | 2014 | 2021 |
| Einwohner                  | 2851 | 2912 | 3068 | 3275 | 3283 | 3310 | 3552 | 3797 | 3700 |
| Quellen: Cassini und INSEE |      |      |      |      |      |      |      |      |      |

Mit 3674 Einwohnern (1. Januar 2022) gehört Champagney zu den großen Gemeinden des Départements Haute-Saône. Den bisherigen Höchststand der Einwohnerzahl erreichte Champagney bereits im Jahr 1876 mit 4356 Personen. In der ersten Hälfte des 20. Jahrhunderts nahm die Einwohnerzahl langsam aber kontinuierlich ab. Seit Beginn der 1960er Jahre wird jedoch wieder ein Bevölkerungswachstum verzeichnet.

## Sehenswürdigkeiten
Die Kirche Saint-Laurent wurde im 18. Jahrhundert neu erbaut. Zur bemerkenswerten Ausstattung gehören Täfelungen und die reich skulptierte Kanzel aus dem 18. Jahrhundert, bedeutende Holzmalereien aus dem 16. Jahrhundert, die Statue der heiligen Barbara (16. Jahrhundert) und das Glockenspiel mit 35 Glocken. Der Kalvarienberg auf dem Friedhof ist auf das Jahr 1601 datiert.
Zu den sehenswerten profanen Bauwerken zählen das Pfarrhaus (17./18. Jahrhundert), ein großes Haus aus dem 18. Jahrhundert an der Grande-Rue und die Mairie (Gemeindeverwaltung) aus dem 18./19. Jahrhundert. Das Musée de la Négritude et des Droits de l’Homme wurde 1971 eröffnet und zeigt die Geschichte der Sklaverei und deren Abschaffung in Afrika und Haïti. Vom ehemaligen Château de Passavant sind Ruinen erhalten. Im Ortsteil Le Magny befinden sich verschiedene Bauernhäuser aus dem 18. und 19. Jahrhundert, die den traditionellen Stil der Südvogesen zeigen.

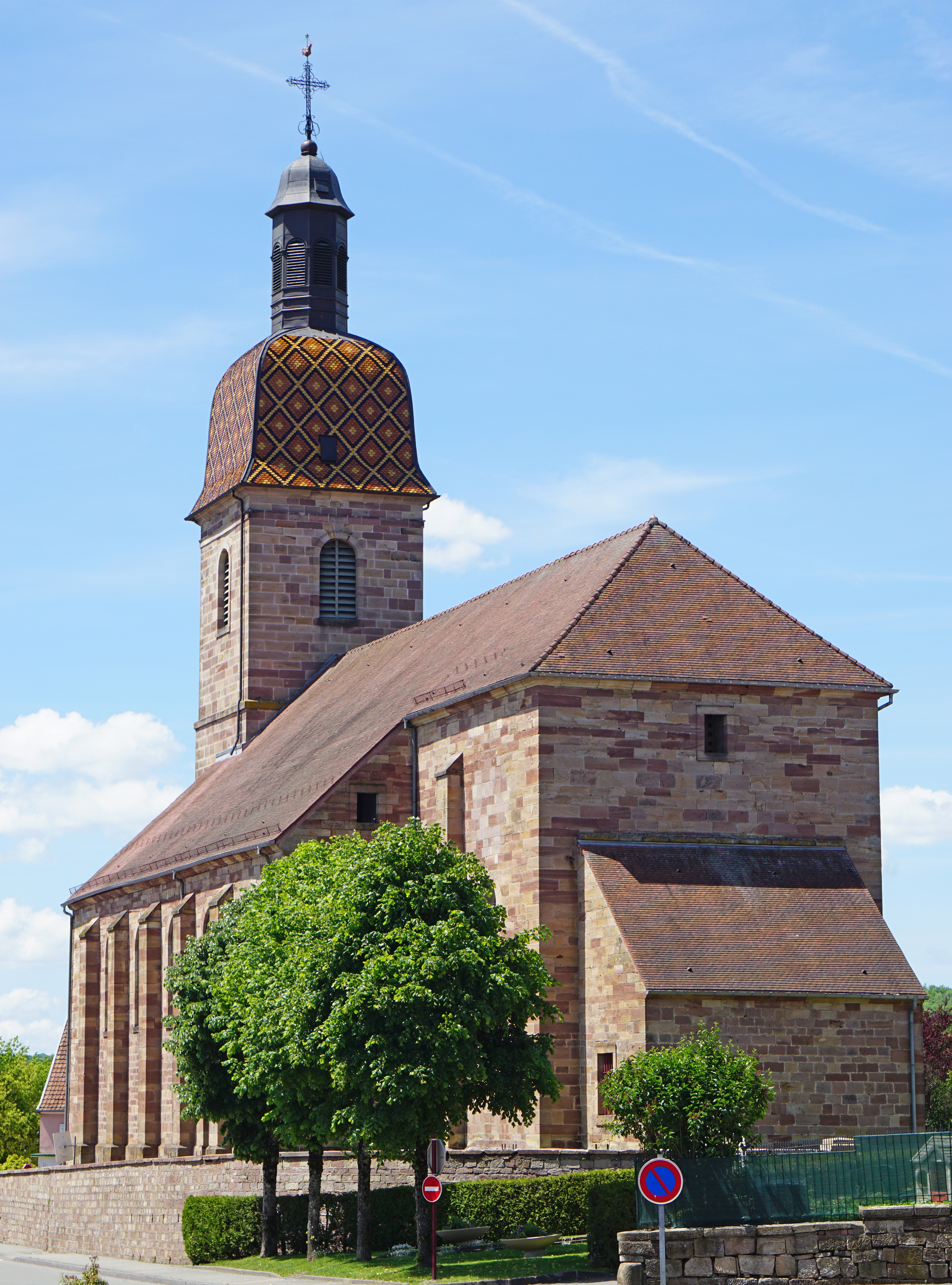
Kirche Saint-Laurent
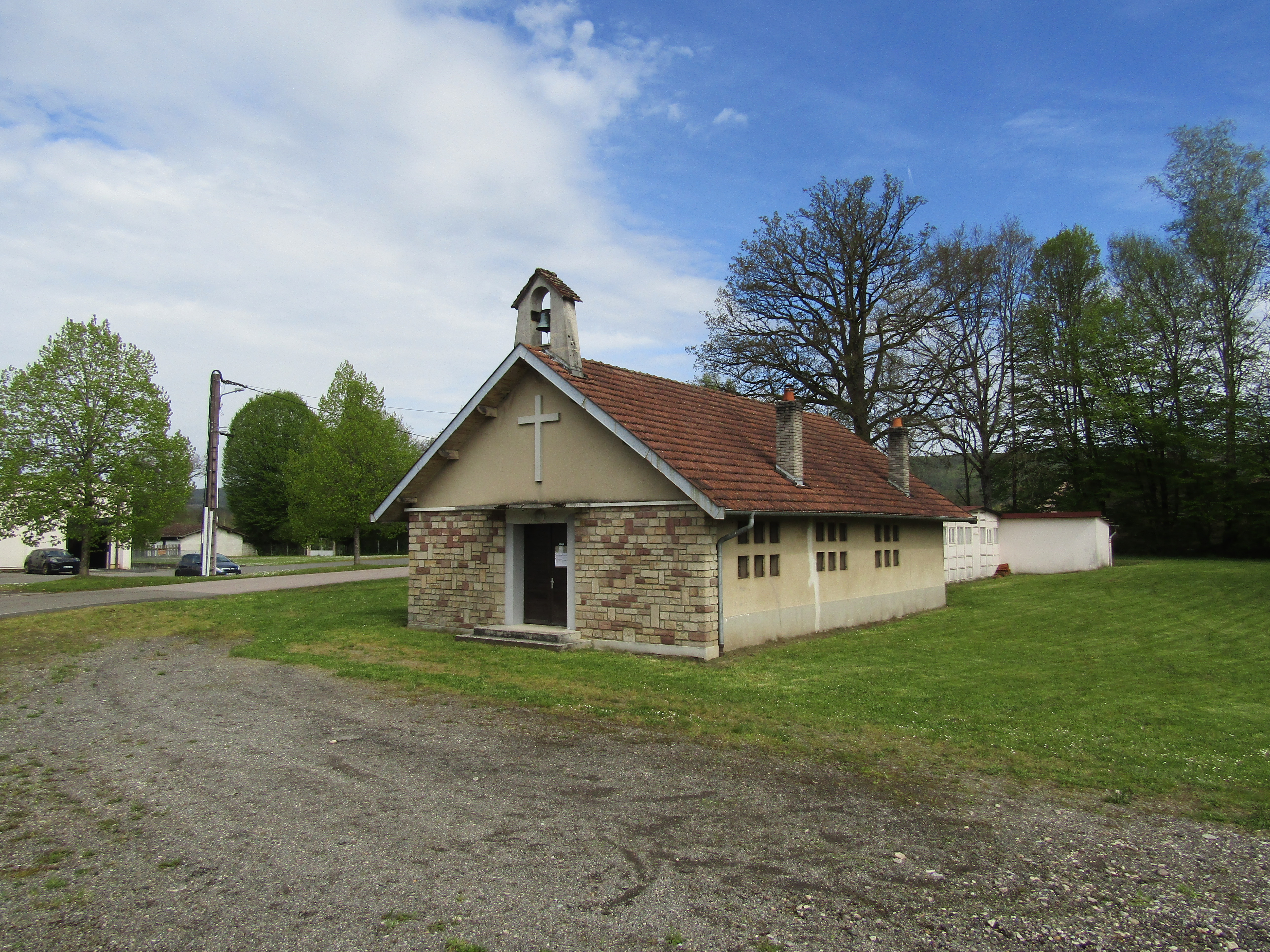
Kapelle Sainte-Pauline
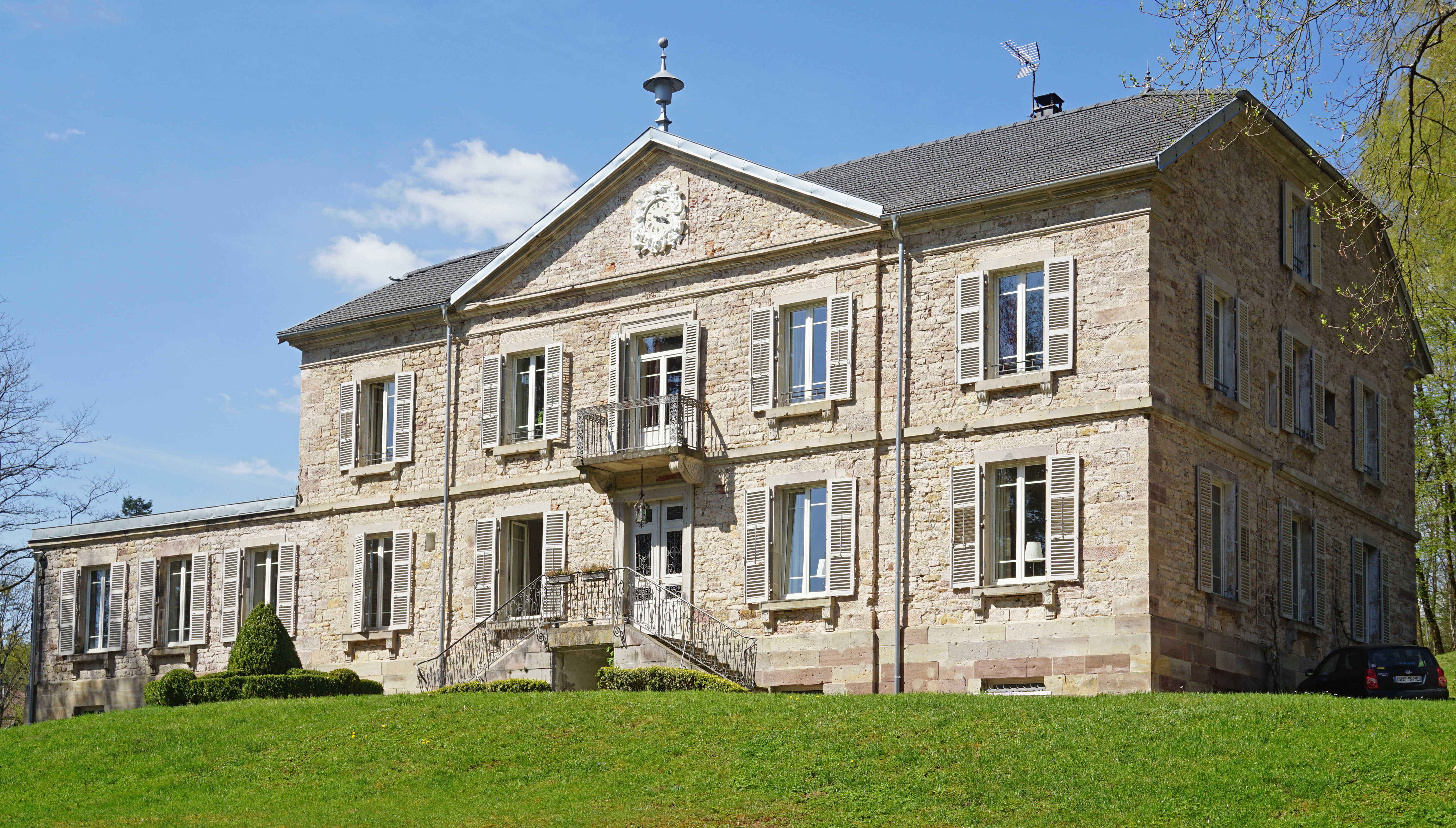
Schloss La Houillière
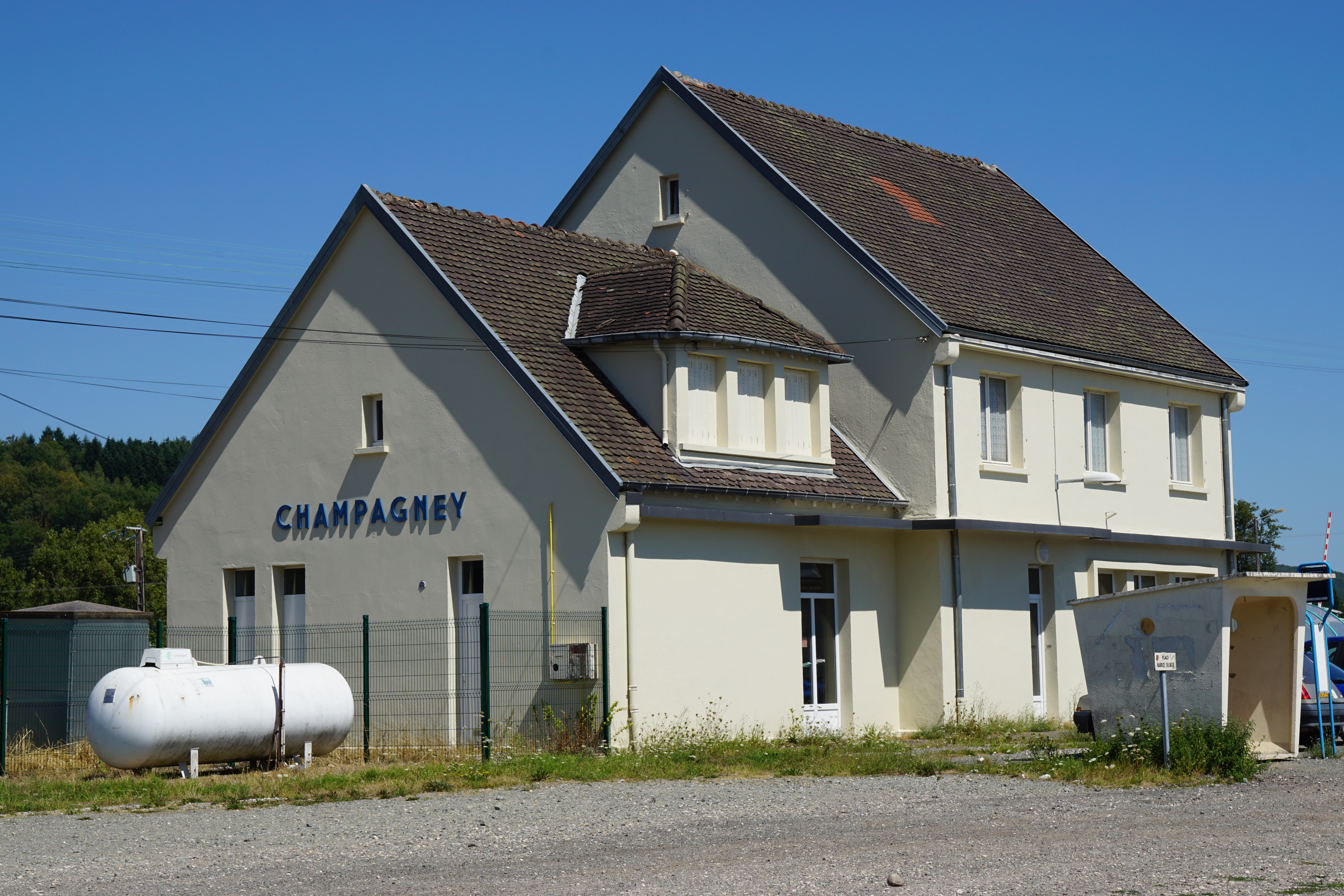
Bahnhof

## Persönlichkeiten
- Hélène Henry (1891–1965), Dekorateurin und Innenarchitektin

## Wirtschaft und Infrastruktur

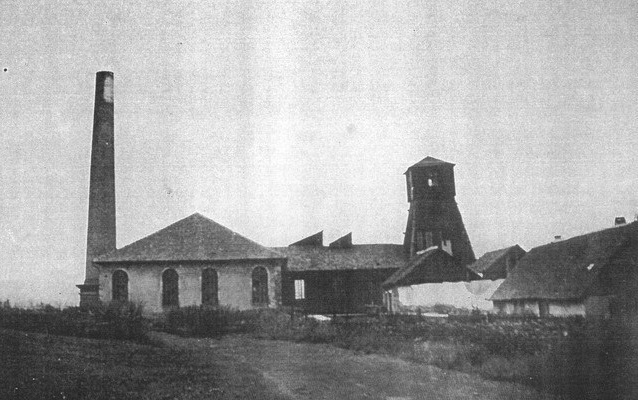
Der Schacht Notre-Dame.

Champagney war schon sehr früh durch den Bergbau, Glaserzeugung und metallverarbeitende Industrie geprägt. Dank des ausgedehnten Gemeindegebietes haben auch die Landwirtschaft (Ackerbau, Obstbau und Viehzucht), die Forstwirtschaft und die Fischzucht eine gewisse Bedeutung. Heute ist Champagney ein Regionalzentrum mit zahlreichen Betrieben des Klein- und Mittelgewerbes. Zu den wichtigen Branchen zählen das Transportgewerbe, Holzverarbeitung, Feinmechanik sowie ein Unternehmen, das Garagentore herstellt. Daneben gibt es Betriebe und Dienstleistungsunternehmen für den täglichen Bedarf. In den letzten Jahrzehnten hat sich das Dorf auch zu einer Wohngemeinde gewandelt. Viele Erwerbstätige sind deshalb Wegpendler, die in der Agglomeration Belfort-Montbéliard ihrer Arbeit nachgehen. Champagney verfügt über ein Collège.
Die Gewässer von Étang des Ballastières westlich des Ortes und Bassin de Champagney werden als Naherholungsgebiet sowie für Wassersport (Baden, Segeln, Fischen) genutzt.
Die Ortschaft ist verkehrstechnisch gut erschlossen. Sie liegt nahe der Hauptstraße N19, die von Belfort via Vesoul nach Langres führt. Weitere Straßenverbindungen bestehen mit Plancher-Bas, Ronchamp und Étobon. Champagney hat einen Bahnhof an der Bahnstrecke Paris–Mulhouse, welcher von TER Franche-Comté Zügen bedient wird.